# Rockman.EXE 4.5: Real Operation
Rockman.EXE 4.5 Real Operation (ロックマンエグゼ4.5 リアルオペレーション au Japon) est un tactical RPG développé par Capcom Production Studio 2 et édité par Capcom sur Game Boy Advance au Japon en 2004. Il fait partie de la série dérivée Mega Man Battle Network et ne fait pas partie de l'histoire de cette série,,,,.